# Friedrich Franz Theodor Goßler
Friedrich Franz Theodor Goßler, auch Pater Heinrich Goßler OFM (* 1. November 1800 in Magdeburg; † 2. Dezember 1856 in Rietberg) war ein deutscher katholischer Geistlicher und Schriftsteller.

## Leben
Friedrich Goßler entstammte einer altpreußischen protestantischen Familie, sein Vater war Wilhelm Christian Goßler, zuletzt Geheimer Regierungs- und Justizrat. Goßler studierte Rechtswissenschaften in Berlin und Bonn. 1818 wurde er Mitglied der Alten Bonner Burschenschaft.
Nach seinem Studium war er kurzzeitig Assessor am Kammergericht in Berlin und in Hamm.
Während seiner Bonner Studienzeit geriet er, wie auch sein Bruder Hermmann-Joseph, in den Einfluss des romantisch geprägten Professors Burkhard Heinrich Freudenfeld, der über seine Lehrfächer Philosophie und Romanistik hinaus die Studenten auch auf den Gebieten der Religion, der Kultur und der Politik zu beeinflussen suchte. 1826 konvertierte er zusammen mit seinem Bruder im Bonner Münster zum katholischen Glauben. Mit Freudenfeld und dem Arzt und Philosophen Karl Joseph Windischmann gehörten sie zu einem ultramontanistischen Kreis in Bonn, über den der Theologe und Kölner Domkapitular Georg Hermes, ein Vertreter der katholischen Aufklärung, gegenüber dem Kölner Erzbischof Ferdinand August von Spiegel äußerte, er sei von einem „Geist mystisch-philosophischer und mystisch-religiöser Schwärmerei“ bestimmt.
Bei einem Zusammentreffen mit der Dichterin Luise Hensel in Koblenz erfuhr er 1826, dass die westfälischen Franziskaner wieder Novizen aufnehmen dürften, was ihnen als Folge der Säkularisation ab 1811 in Preußen verboten gewesen war. Goßler, der wie sein Lehrer Freudenfeld Jesuit werden wollte, trat daraufhin 1827 in Rietberg in die Sächsische Franziskanerprovinz (Saxonia) ein. Er war der erste Novize, der nach der Säkularisation in die Ordensprovinz eintrat, und erhielt den Ordensnamen Heinrich (Henricus). Dies entsprach dem Wunsch des preußischen Staatsrates Heinrich Schmedding, eines tatkräftigen Förderers der Franziskaner in Preußen; Goßler selbst hätte lieber den Ordensnamen Franziskus getragen. Er fiel auf durch eine überstrenge Askese. Der Ordenshistoriker Didakus Falke urteilt, Goßler sei mit dem „Idealismus und Unwirklichkeitssinn eines sehr gut veranlagten, romantisch beeinflußten Mannes“ in „absterbende Verhältnisse“ gekommen und habe nicht die Form gefunden, seine idealen Vorstellungen vernünftig zu verwirklichen.
Nach seiner Profess 1828 und der Priesterweihe im Jahr 1829 war Heinrich Goßler zunächst als Prediger an der Klosterkirche in Paderborn und als Seelsorger am Gefängnis tätig. In den folgenden Jahren gehörte er zu den Konventen Hardenberg (ab 1846), Warendorf (ab 1848) und Rietberg (ab 1849). Von 1849 bis 1855 war er als gewählter Definitor Mitglied der Leitung der Ordensprovinz Saxonia, von 1849 bis 1854 war er auch Provinzsekretär.
Ab 1835 entfaltete er eine rege literarische Tätigkeit, vor allem in den Jahren bis 1838. Neben Schriften zu theologischen und kirchenrechtlichen Themen veröffentlichte er Predigten und meditativ-spirituelle Traktate. Das Verzeichnis seiner Schriften umfasst rund 40 zum Teil mehrbändige Titel, darunter 18 Gebetbücher. Der Kölner Erzbischof Clemens August Droste zu Vischering verweigerte zahlreichen der Goßler'schen Schriften die kirchliche Druckerlaubnis und schrieb ihm am 28. Mai 1837: „Wenn E.H. die Meinung haben, Ihre Schriften enthielten ein für alle Mal nichts Heterodoxes, so irren Sie, und zu wünschen wäre, daß Sie bedächten, wie man mit vielem Schreiben ein viel schlimmeres Ärgernis zu geben sich in Gefahr setzt als mit vielem Schwätzen.“ Goßlers Predigten hatten häufig viele Zuhörer. Wiederholt kam es bei seinem propagandaartigen Auftreten zur Konfrontation mit den preußischen Behörden, so 1829 in Köln bei einer Predigt in der Kirche St. Maria im Kapitol; die Polizei bemängelte die „mystische Physiognomie“ des „fanatischen Franciscaner Mönches“ und bezichtigte ihn der Proselytenmacherei, sah jedoch mit Rücksicht auf seinen alten und in Köln prominenten Vater von einer Ausweisung ab. In Paderborn gab es im Januar 1838 Tumulte, als die Bevölkerung vor dem Kloster gegen eine drohende Verhaftung des Franziskaners protestierte, von der in Gerüchten die Rede war.
Zwischen 1842 und 1844 unternahm Heinrich Goßler einige Reisen. Als er 1843 ein Klarissenkloster gründen wollte, kam es zu einem Konflikt mit seinen Oberen. Nach einer Reise mit den Klarissen nach Berlin fuhr er nach Rom, wo er Gastpredigten hielt und zweimal von Papst Gregor XVI. empfangen wurde. Nach Angaben des Franziskanertheologen Ignatius Jeiler promovierte Goßler in Rom. Von dort aus unternahm er eine Pilgerreise nach Jerusalem, über die er ein Buch verfasste.
Nach seiner Rückkehr nach Westfalen lebte er in verschiedenen Klöstern der Saxonia. 1848 bewarb er sich als Hausoberer (Präses) für die kleine Niederlassung der Saxonia in Stockkämpen, was von der Ordensprovinz jedoch nicht berücksichtigt wurde. Seine Predigten müssen in dieser Zeit mitunter wirr gewesen sein. Ab 1849 unterrichtete er einige Jahre Hebräisch am Progymnasium Rietberg.
In den letzten Jahren litt er zunehmend an einer Nervenkrankheit. Die mit ihm befreundete Luise Hensel sah in seinen „Extravaganzen“, die er aus „sehr gutem, aber ganz unpraktischen Eifer“ heraus beging, nämlich die versuchte Gründung des Klarissenklosters, bereits erste Anzeichen seiner späteren Krankheit. Pater Ignatius Jeiler, der am Anfang seines Ordenslebens noch mit Goßler zusammengetroffen war, schrieb 1904 in seinen Erinnerungen, Goßlers „etwas schwärmerischer Charakter“ habe  „durch ein schweres Nervenfieber sein Gleichgewicht verloren“; statt des Gehorsams sei er zunehmend seinen eigenen unsinnigen Ideen gefolgt, was zu manchen Konflikten geführt habe.

## Veröffentlichungen (Auswahl)
- Der Heilige Liborius, der tausendjährige Patron der Kirche von Paderborn. Denkmal zur Feier des tausendjährigen Jubiläums im Jahre 1836. 1836.
- Die Lehre der allgemeinen Kirche von dem Ablaß. Münster 1836.
- Vater unser! vollst. Gebetbuch für die Gläubigen der Kirche Jesu Christi. Münster 1836.
- Die Himmelsleiter. Vollst. Gebetbuch für die Gläubigen der Kirche Gottes. Wiesbaden 1838.
- Pro memoria oder Theologisches Gutachten über den Rechtszustand des erzbischöflichen Stuhles zu Cöln. Augsburg 1838.
- Die heilige Schrift in ihrer Ur-Sprache. Lippstadt 1850.
- Das Mysterium der hebräischen Sprache als Sprache des Gottmenschen und repräsentativer Sprachorganismus der ewigen Erlösung wider die Sprachverwirrung der Religionsverwirrung. Lippstadt 1850 (mit Ausführungen über „die geheime Bedeutung der hebräischen Buchstaben“[12]).
- Pilgerreise nach Jerusalem. Paderborn 1852.

Als Übersetzer:
- Thomas von Kempen: Die Nachfolge Christi. Paderborn 1835.